# Campionato Baiano 2022
Il Campionato Baiano 2022 è stata la 118ª edizione della massima serie del campionato Baiano. La stagione è iniziata il 15 gennaio 2022 e si è conclusa il 10 aprile successivo.

## Stagione

### Novità
Al termine della stagione 2021, è retrocesso in Segunda Divisão il Fluminense de Feira. Dalla seconda divisione, invece, è stato promosso il Barcelona-BA.

### Formato
Le dieci squadre si affrontano dapprima in una prima fase, consistente in un girone da dieci squadre. Le prime quattro classificate di tale girone, accederanno alla seconda fase che decreterà la vincitrice del campionato. Le ultime due classificate, retrocedono in Segunda Divisão.
La formazione vincitrice, potrà partecipare alla Série D 2023, alla Coppa del Brasile 2023 e alla Copa do Nordeste 2023. La seconda classificata, alla Série D e alla Coppa del Brasile. La squadra terza classificata, solo alla Série D. Nel caso le prime tre classificate siano già qualificate alla Série D o alle serie superiori, l'accesso alla quarta serie andrà a scalare.

## Risultati

### Prima fase
|  | Pos. | Squadra                | Pt | G | V | N | P | GF | GS | DR  |
|  | ---- | ---------------------- | -- | - | - | - | - | -- | -- | --- |
|  | 1.   | Jacuipense             | 21 | 9 | 7 | 0 | 2 | 19 | 10 | +9  |
|  | 2.   | Atlético de Alagoinhas | 17 | 9 | 5 | 2 | 2 | 17 | 10 | +7  |
|  | 3.   | Bahia de Feira         | 17 | 9 | 5 | 2 | 2 | 13 | 9  | +4  |
|  | 4.   | Barcelona-BA           | 14 | 9 | 4 | 2 | 3 | 6  | 7  | -1  |
|  | 5.   | Vitória                | 13 | 9 | 3 | 4 | 2 | 7  | 6  | +1  |
|  | 6.   | Bahia                  | 12 | 9 | 3 | 3 | 3 | 13 | 9  | +4  |
|  | 7.   | Juazeirense            | 9  | 9 | 2 | 3 | 4 | 7  | 11 | -4  |
|  | 8.   | Doce Mel               | 7  | 9 | 2 | 1 | 6 | 8  | 12 | -4  |
|  | 9.   | Vitória da Conquista   | 7  | 9 | 2 | 1 | 6 | 5  | 15 | -10 |
|  | 10.  | UNIRB                  | 7  | 9 | 1 | 4 | 4 | 8  | 14 | -6  |

Legenda:
 Ammessa alla seconda fase.
      Promosse in Serie D 2024.
      Retrocesse in Segunda Divisão 2023
Note:
Tre punti a vittoria, uno a pareggio, zero a sconfitta.

### Seconda fase
|  | Semifinali | Semifinali             | Semifinali | Semifinali | Semifinali |  |  | Finale | Finale                 | Finale | Finale | Finale |  |
|  |            |                        |            |            |            |  |  |        |                        |        |        |        |  |
|  | 3          | Bahia de Feira         | 0          | 0          | 0          |  |  |        |                        |        |        |        |  |
|  | 2          | Atlético de Alagoinhas | 0          | 1          | 1          |  |  | 2      | Atlético de Alagoinhas | 1      | 2      | 3      |  |
|  | 4          | Barcelona-BA           | 0          | 0          | 0          |  |  | 1      | Jacuipense             | 1      | 0      | 1      |  |
|  | 1          | Jacuipense             | 1          | 1          | 2          |  |  |        |                        |        |        |        |  |